# 차르
차르(러시아어: царь 차리[*] 듣기 (도움말·정보), 불가리아어: цар, 세르비아어: цар, 문화어: 짜리)는 동방 정교회를 믿는 남슬라브족 및 동슬라브족 문화권의 군주 칭호다. 차르를 군주의 호칭으로 사용한 가장 대표적인 나라로 러시아 차르국 및 그 후신인 러시아 제국이 있으며, 이 시기 러시아의 전제군주정을 차르주의라고 한다.
"차르"라는 말은 로마 제국의 부제를 뜻하는 라틴어 카이사르(Caesar)에서 유래했다. 이것은 황제에 거의 비슷한 의미에 가깝지만, 서양 전통에서 황제란 로마 황제의 후예를 의미하는 것으로서 다른 황제(비잔티움 황제나 신성로마황제) 또는 종교적 절대권위자(교황)의 승인을 받아야 황제라고 할 수 있다. 그 때문에 서유럽에서는 동유럽의 "차르"를 황제로 인정하지 않고 왕작급, 또는 왕 이상 황제 미만 정도의 작위라고 여겼다. 결국 근대 이후로는 러시아에서 군주 칭호를 라틴어식으로 "황제(임페라토르)"를 칭하고, 동군연합으로 복속시킨 국가의 왕작으로 "차르"를 사용하면서 공식적으로는 차르라는 호칭 대신 임페라토르를 사용하였으며 차르는 러시아의 황제를 일컫는 관습적인 칭호로 굳어지게 되었다.
"차르"를 군주의 공식 작위명으로 사용한 국가는 다음과 같다.
- 불가리아 제1제국: 913년-1018년
- 불가리아 제2제국: 1185년-1396년
- 세르비아 제국: 1346년-1371년
- 러시아 차르국: 1547년-1721년 (1721년 러시아 제국 출범 이후로도 관습적으로 차르라고 불렀지만, 러시아 제국 군주의 정식 작위는 임페라토르였다.)
- 불가리아 차르국: 1908년-1946년

최초로 "차르"를 칭한 군주는 불가리아 제1제국의 시메온 1세다. 마지막으로 차르를 칭한 군주는 불가리아 차르국의 시메온 2세(시메온 삭스코부르크고츠키)이다.

## 어원
차르라는 말은 라틴어 카이사르(Caesar)가 어원이다. 로마 황제는 카이사르, 임페라토르(Imperator), (동로마에서) 바실레우스(basileus) 등 다양한 칭호를 가졌고, 각기 맥락에 따라 다르게 쓰였다. 본래 그리스어권에서 "바실레우스"는 전제적 통치자(potentate)를 의미하는 것으로, 헬레니즘 시대까지는 대략 "왕"에 해당했다. 그러다 로마 제국이 그리스권을 흡수하면서 그리스어에서는 로마 황제를 바실레우스라고 부르게 되었고, 동로마 황제를 바실레우스라고 부를 때는 "황제"를 의미하게 된다. 그리스에서 바실레우스는 오로지 동로마 황제만을 지칭했고, 서유럽의 왕들은 렉스(라틴어: rex, 고대 그리스어: ῥήξ)라고 불렀으며 그 외의 군주들은 "지도자"라는 뜻의 아르콘(라틴어: archon, 고대 그리스어: ἄρχων)이라고 불렀다.
슬라브어족 언어들에서 그리스어 문헌들을 번역하면서 "바실레우스"를 "차르"라고 번역했고, "왕"이자 동시에 "황제"인 이중의미가 고대 교회슬라브어에도 그대로 들어왔다. 그렇기 때문에 슬라브어에서 "차르"란 "라틴어 "임페라토르(동로마 황제)"를 의미하면서 동시에 황제가 아닌 성경 속의 왕들이나 고대의 왕들을 의미하는 말이 된다. 교회슬라브어 주기도문을 살펴보면 그런 점을 알 수 있다.
| 키릴문자 | 로마자 전사 | 한국어(개역한글판) |
| --- | --- | --- |
| отьчє нашь· ижє ѥси на нєбєсѣхъ: да свѧтитъ сѧ имѧ твоѥ· да придєтъ цѣсар҄ьствиѥ твоѥ· да бѫдєтъ волꙗ твоꙗ ꙗко на нєбєси и на ꙁємл҄и: хлѣбъ нашь насѫщьнꙑи даждь намъ дьньсь· и отъпоусти намъ длъгꙑ нашѧ ꙗко и мꙑ отъпоущаѥмъ длъжьникомъ нашимъ· и нє въвєди насъ въ искоушєниѥ· нъ иꙁбави нꙑ отъ нєприꙗꙁни: ꙗко твоѥ ѥстъ цѣсар҄ьствиѥ и сила и слава въ вѣкꙑ вѣкомъ аминь჻ | otĭče našĭ Iže jesi na nebesěxŭ. Da svętitŭ sę imę tvoje da pridetŭ cěsar'ĭstvije tvoje da bǫdetŭ volja tvoja jako na nebesi i na zeml'i. hlěbŭ našĭ nasǫštĭnyi daždĭ namŭ dĭnĭsĭ i otŭpusti namŭ dlŭgy našę jako i my otŭpuštajemŭ dlŭžĭnikomŭ našimŭ i ne vŭvedi nasŭ vŭ iskušenije nŭ izbavi ny otŭ neprijazni. jako tvoje jestŭ cěsar'ĭstvije i sila i slava vŭ věky věkomŭ. aminĭ. | 하늘에 계신 우리 아버지여 이름이 거룩히 여김을 받으시오며 나라에 임하옵시며 뜻이 하늘에서 이룬 것 같이 땅에서도 이루어지이다, 오늘날 우리에게 일용할 양식을 주옵시고 우리가 우리에게 죄 지은 자를 사하여 준 것같이 우리의 죄를 사하여 주옵시고, 우리를 시험에 들게 하지 마옵시고, 다만 악에서 구하옵소서. 대개 나라와 권세와 영광이 아버지께 영원히 있사옵나이다. 아멘. |

이 애매함은 슬라브어가 여러 언어로 분화 발전하면서 더욱 복잡해졌다. 동슬라브어, 즉 불가리아어와 러시아어에서는 더 이상 "차르"를 "황제"라는 뜻으로 사용하지 않으며, "왕"이라는 뜻으로만 사용한다. 성경 속의 왕들이나 고대의 군주들, 동화나 옛날 이야기 등의 가공의 왕들을 "차르"라고 부른다. 한편 서유럽의 왕(라틴어 렉스와 게르만어 코눙그의 후신)들은 러시아어: Король 코롤[*], 불가리아어: Крал 크랄 이라고 따로 부른다.  그리고 황제는 "임페라토르(император)"라고 한다.
반면 남슬라브어(세르보크로아트어, 세르비아어, 크로아티아어, 보스니아어)에서는 황제를 "차르"라고 하며, 왕은 "크라리"(kralj, краљ, король)라고 한다. 그런데 성경 속의 왕들은 세르비아어에서는 "차르(цар)"라고 하고, 크로아티아어에서는 "크라리"라고 한다.
서슬라브어와 슬로베니아어는 오랫동안 독일의 영향을 받아서 작위 체계도 거의 게르만화되었다. 이들 언어에서는 왕은 "코눙그"에 어원을 둔 체코어: král, 슬로바키아어: kráľ, 폴란드어: król, 슬로베니아어: kralj 라고 부르고, 황제는 "카이사르"에 어원을 둔 체코어: císař, 슬로바키아어: cisár, 폴란드어: cesarz, 슬로베니아어: cesar 라고 부르는데 이것은 독일어의 "쾨니히(König)"와 "카이저(Kaiser)"의 관계와 완벽히 같다. 한편 폴란드어에서는 동시에 "차르"를 황제, 특히 표트르 1세 이후의 러시아 황제들을 의미하는 말로 사용한다.

## 각국의 사례비교

### 불가리아

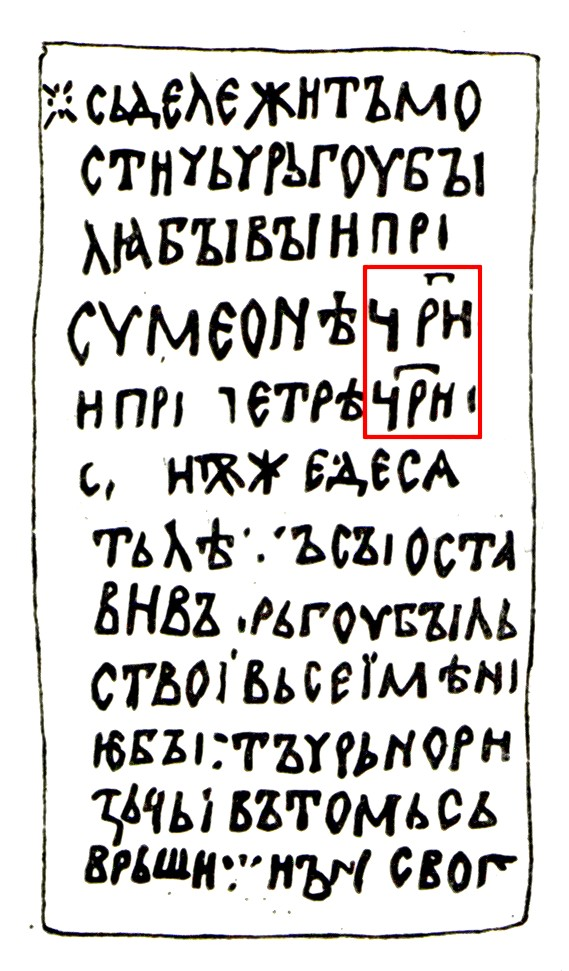
모스티치 묘비명 탁본. 붉은 색으로 강조된 부분이 "차르"라는 표현이다. 내용은 다음과 같다. “여기 차르 시메온과 차르 페타르 치세에 이치르구보일이었던 모스티치가 잠들었다. 그는 나이 여든 때 이치르구보일의 자리와 전 재산을 내놓고 수도사가 되었고, 이렇게 생을 마감했다.”

기원후 705년 동로마 황제 유스티니아노스 2세가 불가르인의 군주 테르벨에게 카이사르의 칭호를 내렸다. 하지만 테르벨과 그 이후 불가르인 군주들은 계속 카나수비기를 칭호로 사용했다. 보리스 1세를 "차르"라고 부르기도 하지만, 그것은 보리스 1세가 기독교로 개종했음을 찬양하는 뜻에서 그러는 것이고 실제로는 차르로 불린 적이 없다. 최초로 "차르" 및 그리스어 "바실레오스"를 칭호로 사용한 것은 시메온 1세다. 시메온 1세는 913년, 비록 불가르인의 침공을 막기 위한 임시방편으로서였지만 콘스탄티노폴리스 세계총대주교에게 황제 대관식까지 받았다. 이후 동로마 측은 불가르 군주의 황제 즉위를 참칭이라고 여기고 인정해 주지 않다가, 시메온 1세의 지속적인 침공을 받은 끝에 924년 시메온의 제위를 인정해 주고 927년 평화조약에서 이를 재확인했다. 원칙상 황제는 동로마 황제와 서로마 황제 단 둘밖에 존재할 수 없었다. 동로마에서는 이 점을 불가르인의 황제는 동로마 바실레오스의 "영적인 아들"으로서 바실레오스 대관을 하는 것이라고 무마했다.
시메온 1세와 그 후계자 페타르 1세 시기의 이치르구보일이었던 모스티치의 묘비명이 "차르"가 실제 글자로 쓰여진 가장 이른 문헌이다(우측 그림 참조).
925년 직후 교황이 불가리아에 사절을 보내서 시메온의 황제 대관을 인정해 주었다는 설도 있다. 그 이유는 불가르인과 크로아트인의 분쟁을 소강시키는 대가 또는 불가르인을 서방 로마 교회에 끌어들일 가능성을 타전하기 위해서라는 것이다. 그래서인지는 몰라도 1199년-1204년 불가르 군주 칼로얀은 교황 인노첸시오 3세에게 보내는 서한에서 스스로를 "불가르인과 블라크인의 황제(Imperator Bulgarorum et Blachorum)"라고 지칭한다. 그러나 교황은 칼로얀에게 보내는 답서에 일관되게 그를 "불가르인의 왕(reges)"이라고 불렀다. 그러거나 말거나 칼로얀은 일방적으로 교황에게 자신의 "제위" 자격을 인정해 주었음에 감사함을 표시했다.
이후 동로마 전통을 따라서 불가르 군주는 전제자(autokrator)를 칭호에 더했다. 시메온 이후 모든 불가르인 군주들은 1422년 오스만 제국이 불가리아 정복을 완료할 때까지 "전(全)불가르인과 그리스인의 황제이며 전제자"를 공식 칭호로 삼았다.
5세기가량 지속된 오스만의 불가리아 지배 당시 불가리아에서는 오스만 술탄을 "차르"라고 불렀다. 이것은 오스만 제국이 동로마 제국의 계승을 주장했던 것과 관련이 있을 수도 있다.
1878년 불가리아가 독립한 직후 불가리아 군주들은 처음에는 크냐즈(공작)를 작위로 사용했다. 그러다 1908년 완전 독립하면서 페르디난드 1세가 "차르"를 칭했고 1946년까지 군주 칭호가 "차르"로 유지된다. 하지만 이 시기 불가리아 차르는 대내외적으로 "황제"로 인정받지 못했고 국가도 불가리아 왕국이라고 불린다. 유사한 시기 오스만에서 독립한 그리스도 군주가 "바실레오스"를 칭했지만 대내외적으로 왕국 취급을 받은 것과 같이 불가리아 차르도 의미의 변화 내지 격의 하락이 일어난 것이다.

### 키예프 루스
키예프 루스는 일반적으로 벨리키 크냐지를 군주의 호칭으로 사용하였지만, 야로슬라프 1세 때에 잠시 "차르"라고 불렸는데, 이는 당시 키예프 루스가 동로마 제국과 전쟁을 벌인 것과 관계가 있을 수도 있다. 하지만 야로슬라프 1세 이외에는 "차르"라는 칭호를 사용한 적이 한 번도 없었다. 콘스탄티노플이 제4차 십자군에게 함락당하고 몽골 제국이 루스인들을 정복(1240년)한 이후 루스인 공작들을 지배하는 몽골왕족들을 "차르"라고 부르기도 했다.

### 세르비아

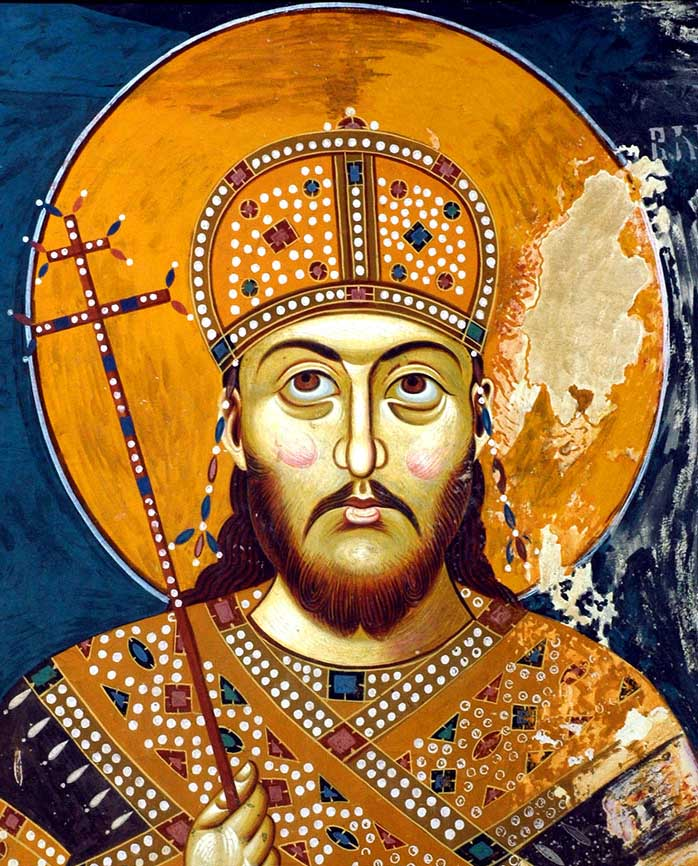
세르비아 차르 스테판 우로슈 4세 두샨.

세르비아에서 "차르"를 칭한 군주는 딱 두 명 있었고, 그 두 명 이전에는 왕(크라리)이 군주 칭호였다. 1345년 스테판 우로슈 4세 두샨이 "세르브인과 그리스인의 차르", 그리스어로는 "세르브인과 그리스인의 바실레우스이며 전제자"를 칭하고 1346년 부활절(4월 16일) 스코페에서 대관했다. 두샨에게 제관을 씌어준 것은 새로 만들어진 세르비아 총대주교였고, 불가리아 총대주교와 오흐리드 대주교도 대관식에 동석했다.  또한 아내 옐레나는 황후, 아들 슈테판은 왕으로 앉혔다. 1355년 두샨이 죽자 아들이 슈테판 우로슈 5세로 즉위했다. 두샨의 남동생 시메온 우로슈가 조카의 제위를 인정하지 않고 반란을 일으켰다. 시메온이 1370년경 죽자 시메온의 아들 요반 우로슈가 제위요구를 계속하다가 1373년 포기하고 수도원으로 들어갔다.
1371년 네마니치조가 단절되면서 제위도 자연히 소멸되었다. 왕위는 마케도니아의 세르브인 군주 부카신 므르냐브체비치가 보존했다. 그 외에 여러 세르브인 군주들(라자르 흐레벨랴노비치, 요반 네나드 체르니, 슈체판 말리 등)이 차르를 참칭했지만 모두 인정받지 못했다.
이후 오스만 제국이 5세기가량 세르비아를 지배하면서 불가리에서와 마찬가지로 오스만 술탄이 차르라고 불렸다.

### 러시아
금장 칸국의 지배를 처음으로 거부한 류리크 왕조의 군주 미하일 야로슬라비치가 "루스인의 바실레우스"를 칭했다. 이후 모스크바 대공 이반 3세가 동로마 제국을 처가 쪽으로 계승한다고 주장하며 서방으로 보내는 외교 문서에 "차르"를 칭하기 시작했다. 1480년경부터 이반 3세는 자신을 라틴어로 "카이사르"라고 했고, 스웨덴에게는 "케위세르(keyser)", 덴마크와 독일기사단, 한자동맹에게는 "케이세르(kejser)"라고 했다. 이반 3세의 아들 바실리 3세도 이런 칭호를 유지했다. 바실리 3세가 교황 클레멘스 7세에게 보낸 서한에서는 "차르"라고 했는데, 지기스문트 폰 헤르베르슈타인은 이것을 각각 라틴어와 독일어로 "임페라토르", "카이저"라고 번역했다.
이것은 콘스탄티노폴리스의 함락 이후 정교회의 적통을 이어받은 "제3로마"가 되려 하는 러시아의 야심과 관련된 것이었다. 1514년 신성로마황제 막시밀리안 1세가 모스크바 대공을 왕으로 인정해 주었다. 하지만 "전 러시아인의 차르"라는 작위명으로 정식 대관한 최초의 군주는 이반 4세다. 서방에서는 이반 4세가 스스로를 차르로 대관하고 3년이 지난 1550년 이후로도 러시아인의 군주를 어떤 격으로 대우할 것인지 제대로 정해지지 않았다. 폰 헤르베르슈타인(1516년, 1525년), 다니엘 프린츠 아 부하우(1576년, 1578년), 유스트 유엘(109년) 등은 "차르"를 "황제"로 번역해서는 안 되며, 차르는 러시아인들에게 다윗이나 솔로몬 같은 존재이므로 그들 성경의 왕들과 사실상 마찬가지로 왕(reges)이라고 하면 족하다고 주장했다. 1489년 이반 3세는 자신의 군주권은 그 누구의 승인도 따로 요구하지 않는다며 교황의 제안을 거부한 바 있다. 한편, 가짜 드미트리 1세의 경호원이었던 용병대장 자크 마르그리트는 러시아인들에게 "차르"는 다윗이나 솔로몬 같은 이스라엘의 왕들 같은 어떤 지상의 전제통치자가 아니고 신 그 자체이기 때문에 "카이저"나 "왕"보다 더 명예로운 칭호라고 주장했다. 1659년에서 1666년까지 알렉세이 차르의 주치의를 지낸 영국인 의사 새뮤얼 콜린스는 런던의 친구에게 보내는 편지에서 “러시아인들은 다윗을 "차르"라고 하고 우리(서방의) 왕들은 "키롤"이라고 하는데, 자신들의 "차르"는 왕보다 더 높은 작위라고 생각한다.”는 요지의 말을 썼다.
동란 시대에 보리스 차르가 죽고 폴란드군이 모스크바를 점령, 1610년 폴란드 국왕 지그문트 3세 바사가 자기 아들 브와디스와프 4세 바사가 차르로 선출되도록 압력을 넣었다. 이것은 지그문트 3세가 모스크바 전역을 정복하고 러시아인들을 모두 천주교로 개종시키려 한 대계획의 일부였지만 그 계획은 성공하지 못했다. 젊은 브와디스와프 4세는 러시아 차르국 및 오스만 제국과의 전쟁에서 군사적 능력을 발휘했다.
서방에서는 이 때까지도 "차르"를 어떻게 번역해야 할지 제대로 결론을 내지 못했다. 1670년 교황 클레멘스 10세는 알렉세이를 "차르"라고 부르는 것이 올바른 것인지 모르겠다는 의문을 표시했는데, 이유인즉 그 어휘가 "야만족스럽고" 의미상 "황제"를 참칭하기 때문이었다. 교황 같은 서방인들에게 기독교 세계에 황제는 하나 뿐이고, 그 황제가 모스크바에 있지 않다는 것은 확실했다.  이 문제를 검토한 수도원장 스카를라티는 차르라는 말은 번역이 불가능하며, 그러므로 교황이 그 말을 사용한다 해도 문제는 없을 것이라는 의견을 냈다. 바티칸 주재 모스크바 특사 폴 메네시우스(스코틀랜드인으로 모스크바 차르 알렉세이에게 고용된 용병대장이었음)도 "샤"나 "술탄"을 라틴어로 번역할 수 없듯이 "차르"에 해당하는 라틴어 표현은 없다고 스카를라티의 의견을 뒷받침했다. 이런 번역상의 난맥을 해결하고, 동로마 제국 계승의 야심을 더욱 명확히 드러내기 위해 표트르 1세는 러시아 차르국을 러시아 제국으로 출범시키고 군주 칭호 역시 "차르" 대신 라틴어 어원의 "임페라토르"로 교체했다. 다만 "임페라토르"를 칭한 러시아계 지도자는 표트르가 최초는 아닌데, 다름아닌 가짜 드미트리 1세가 1605년 7월 7일 대관식 이후 임페라토르를 칭했다. 표트르는 1696년까지 "임페라토르"를 비공식적으로 사용하다가, 보야르 두마를 통치원로원으로 대체하고 신성로마제국 식으로 원로원 수상과 부수상을 두는 개혁을 하는 과정에서 임페라토르 칭호를 공식화한다.
하지만 "차르" 칭호는 그 뒤로도 일상적으로 사용되었다. 그리고 러시아 제국에 흡수된 국가들(타타르 칸국이나 조지아 정교왕국 등)에 대해서 러시아 황제는 그 국가의 "차르"임을 공식적으로 칭했다. 즉 18세기가 되면 "차르" 칭호는 "황제" 칭호보다 열등한 것으로, 또는 "황제"의 동양적 특성을 강조하는 표현으로 여겨졌다. 1783년 크림반도를 합병한 예카테리나 2세는 "크림의 여차르(Tsaritsa)" 대신 그리스화된 "케르소네소스 타우리카의 여차르"를 칭했다. 1815년 폴란드 분할로 폴란드 영토의 거의 대부분이 러시아로 넘어왔다. 러시아는 폴란드의 왕 크롤(Król)과 동급의 작위로서 "차르"를 사용하여, 러시아 제국과 동군연합인 폴란드 입헌왕국의 군주로서 러시아 황제는 "폴란드 차르"를 칭했고, 폴란드 입헌왕국의 현지 명칭은 폴란드어로는 폴란드 크롤국(Królestwo Polskie), 러시아어로는 "폴란드 차르국(Царство Польское)"이었다. 이쯤 되면 "차르"가 황제급이 아닌 왕작급 작위로 격하되었음이 명백해진다. 그 외에도 여러 괴뢰국이나 동군연합국에 대해 러시아 황제가 그 나라의 "차르"를 겸했는데 그것은 이하 참조.

#### 러시아 제국 주권자의 공식 칭호
제정폐지 직전, 마지막 황제 니콜라이 2세의 공식 칭호는 다음과 같았다.
| “ | 하느님의 은총을 받으시는 모스크바와 키예프와 블라디미르와 노브고로드 전러시아의 황제이며 전제자로서, Божіею Поспѣшествующею Милостію: МЫ, НИКОЛАЙ ВТОРЫЙ ИМПЕРАТОРЪ и САМОДЕРЖЕЦЪ ВСЕРОССІЙСКІЙ Московскій, Кіевскій, Владимірскій, Новогородскій, 카잔의 차르, 아스트라한의 차르, 폴란드의 차르, 시베리아의 차르, 케르소네소스 타우리크의 차르, 그루지야의 차르이며, Царь Казанскій, Царь Астраханскій, Царь Польскій, Царь Сибирскій, Царь Херсониса Таврическаго, Царь Грузинскій, 프스코프 영주 겸 Государь Псковскій, и 스몰렌스크와 리투아니아와 볼히니아와 포돌리아와 핀란드의 대공 겸 Великій Князь Смоленскій, Литовскій, Волынскій, Подольскій и Финляндскій; 에스틀란드와 리블란드와 쿠를란드와 세미갈리아와 사모기티아와 벨로스토크와 카렐리야와 트베르와 유고르스키란드와 페름과 뱌트카와 볼가르 등의 공작 겸 Князь Эстляндскій, Лифляндскій, Курляндскій и Семигальскій, Самогитскій, Бѣлостокскій, Корельскій, Тверскій, Югорскій, Пермскій, Вятскій, Болгарскій и иныхъ; 니즈니노브고로드와 체르니고프와 랴잔과 폴로츠크와 로스토프와 야로슬라블과 벨로제르스크와 우도르스키란드와 옵도르스크와 콘디아와 비텝스크와 브치슬라프의 영주이며 대공 겸 Государь и Великій Князь Новагорода низовскія земли, Черниговскій, Рязанскій, Полотскій, Ростовскій, Ярославскій, Бѣлозерскій, Удорскій, Обдорскій, Кондинскій, Витебскій, Мстиславскій и 모든 북방 국가들의 주인 겸 всея Сѣверныя страны Повелитель; и 이베리아와 카르틀리와 카바르디아와 아르메니아의 영주 겸 Государь Иверскія, Карталинскія и Кабардинскія земли и области Арменскія; 체르케스와 산악지역 공후들 등의 세습주권자이며 지배자 겸 Черкасскихъ и Горскихъ Князей и иныхъ Наслѣдный Государь и Обладатель; 튀르케스탄의 영주 겸 Государь Туркестанскій; 노르웨이의 후계예정자 겸 Наслѣдникъ Норвежскій, 슐레스비히홀슈타인과 스토르마른과 디트마르셴과 올덴부르크 등의 공작. Герцогъ Шлезвигъ-Голстинскій, Стормарнскій, Дитмарсенскій и Ольденбургскій, и прочая, и прочая, и прочая. | ” |
|   | — 러시아 제국 기본법 제37조 |   |

- 카잔의 차르란 중앙아시아의 강력한 이슬람 국가였던 카잔 칸국을 흡수한 뒤, 이교도의 작위인 "칸"을 칭할 수는 없어서 그것의 기독교 세계 동급(왕작급) 작위인 차르를 칭한 것이다. 카잔 연대기 등 러시아 쪽의 연대기들에서도 카잔의 칸들을 "카잔의 차르"라고 한다.
- 시베리아의 차르란 시비르 칸국을 흡수한 것을 말한다.
- 폴란드의 차르는 공식적으로는 러시아와 별개의 국가이던 폴란드 입헌왕국의 왕위를 말한다. 대내적으로나 대외적으로나 (러시아 황제가 겸임하는) 폴란드 차르는 왕으로 취급받았다. 원래 "왕"을 뜻하는 폴란드어 작위 크롤(Król)은 천주교색이 너무 강해 정교도 군주에게 어울리지 않는다 여겨졌다. 한참 옛날인 1587년 표도르 1세가 폴란드 왕위에 후보로 출마했을 때 그는 당선될 경우 자기 정식 작위명을 "모스크바, 블라디미르, 전러시아인의 차르이며 대공, 폴란드의 왕(크롤) 겸 리투아니아 대공"으로 하려고 계획했다.

#### 러시아 황실 종친 작위
- 차리차(царица)는 차르의 아내, 즉 왕비에 해당한다. 러시아 제국 출범 이후 황제 배우자의 공식 작위명은 황후(Императрица 임페라트리차[*])가 되었다. "차리차"라고 하면 여왕일 수도 있고 왕비일 수도 있다. 불가리아와 세르비아에서도 같은 맥락에서 차리차 작위가 사용되었다.
- 체사레비치(Цесаревич)는 남성 황위계승자다. 정식 작위명은 "후계자 체사레비치(Наследник Цесаревич 나슬레드니크 체사레비치[*])". 러시아어에서 비공식적인 약칭은 "후계자(Наследник 나슬레드니크[*])". 이 때 머릿글자 Н은 대문자로 쓴다.
- 차레비치(царевич)는 1721년 이전까지 황제 또는 여제의 아들이나 손자를 가리키던 말이다. 1721년 이후로는 후계자가 아닌 아들들은 일괄적으로 대공(Великий Князь 벨리키 크냐즈[*]) 작위를 받았다.
- 차레브나(царевна)는 1721년 이전까지 황제 또는 여제의 딸이나 손녀를 가리키던 말이다. 1721년 이후로는 일괄적으로 여대공(Великая Княгиня 벨리카야 크냐기냐[*]) 작위를 받았다.
- 체사레브나(Цесаревна)는 체사레비치의 아내, 즉 태자비다.

## 같이 보기
- 불가리아의 군주
- 체사레비치